# Clethrorasa pilcheri
Clethrorasa pilcheri là một loài bướm đêm trong họ Noctuidae.